# Ithilien

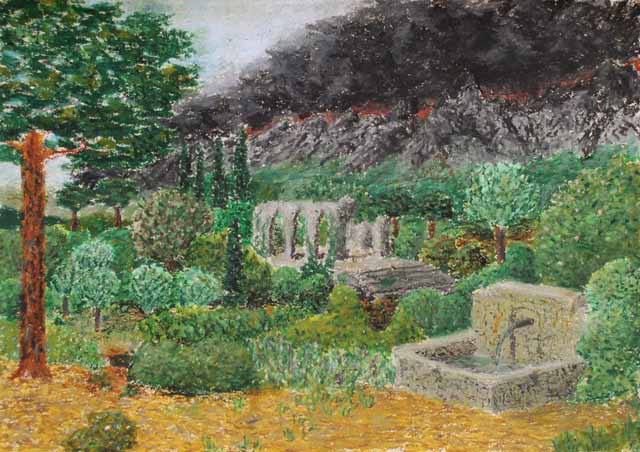
Ithilien

Ithilien (Maanland) is een gebied dat voorkomt in de boeken van J.R.R. Tolkien. Het is een grotendeels smalle strook land op de oostelijke oever van de rivier de Anduin. Alleen in het uiterste noorden en zuiden is het gebied breder.
De mensen van Gondor bouwden in de hoogtijdagen van hun macht hun hoofdstad Osgiliath aan weerszijden van de rivier. Ten oosten van de Anduin lag de leen Ithilien. De Gondorianen bouwden daar de stad Minas Ithil (het latere Minas Morgul), op de westelijke hellingen van de Ephel Dúath, de Schaduwbergen. Van daaruit stroomde een heldere rivier, de Morgulduin, naar Osgiliath. Er werd veel handel gedreven. Zuidelijk van Ithilien lag Harondor, noordelijk de Emyn Muil.
Toen de Nazgûl Minas Ithil veroverden veranderden ze haar in de boosaardige stad Minas Morgul en werden de mensen van Gondor uit Ithilien verdreven. Slechts enkele groepen Dolers bleven achter om Haradrim die naar Mordor gingen te doden.

## Henneth Annûn
Henneth Annûn (Sindarijns voor Venster op het Westen, of Venster van Zonsondergang) was de geheime schuilplaats van de Dúnedain die in Ithilien bleven.
De schuilplaats werd onder het gezag van Stadhouder Túrin II van Gondor in het jaar 2901 (Derde Era) in het noorden van Ithilien gesticht om weerstand te kunnen bieden tegen de toenemende vijandelijke dreiging van Sauron uit het Oosten. De plaats bestaat uit een grot die aan het oog wordt onttrokken, doordat er een rivier overheen is geleid. Deze stort zich voor de opening op het westen als een dunne sluier in een waterval naar beneden.
Frodo en Sam werden op hun reis naar Mordor gevangengenomen door het leger van Faramir en geblinddoekt naar de Henneth Annûn gebracht.

## Emyn Arnen
Na de val van Mordor werd Ithilien heroverd, Osgiliath werd herbouwd en Minas Morgul werd verwoest. De jongste zoon van Denethor, de laatste Stadhouder van Gondor, Faramir werd benoemd tot Prins van Ithilien en vestigde zich met zijn echtgenote Éowyn van Rohan op de heuvels die Emyn Arnen genoemd werden.
De heuvels liggen in het zuiden van Ithilien van ten tegenover Harlond, de zuidelijke haven van Minas Tirith ten zuiden van de rivier de Anduin en zijn vanaf de bovenste ring van de stad te zien. De eerste stadhouders kwamen ooit uit dit gebied en hun huis werd daarom het Huis van Húrin van Emyn Arnen genoemd.